# Livet længe leve
Livet længe leve (eng: Awakenings) er en amerikansk dramafilm baseret på Oliver Sacks erindringer af samme navn, instrueret af Penny Marshall. Filmen har Robin Williams og Robert De Niro (som blev nomineret til en Oscar for bedste mandlige hovedrolle) i hovedroller. Filmen blev, udover nomineringen til De Niro, også nomineret til en Oscar for bedste film og en Oscar for bedste filmatisering.

## Medvirkende
- Robert De Niro som Leonard Lowe
- Robin Williams som Dr. Malcolm Sayer
- Julie Kavner som Eleanor Costello
- John Heard som Dr. Kaufman
- Penelope Ann Miller som Paula
- Max von Sydow som Dr. Peter Ingham
- Ruth Nelson som Mrs. Lowe
- Alice Drummond som Lucy
- Judith Malina som Rose
- Anne Meara som Mirriam
- Richard Libertini som Sidney
- Keith Diamond som Anthony
- Peter Stormare som neurokemiker
- Bradley Whitford som Dr. Tyler
- Dexter Gordon som Rolando (cameo)